# Nunataki Rembiszewskiego
Nunataki Rembiszewskiego (ang. Rembiszewski Nunataks) - grupa trzech nunataków na Wyspie Króla Jerzego, w południowo-zachodniej części półwyspu Kraków Peninsula, na wybrzeżu Zatoki Admiralicji, pomiędzy lodowcem Viéville Glacier a Lodowcem Rybaka. Nunataki mają wysokość kolejno ok. 200, 150 i 90 m n.p.m. 
Nazwę nadała polska ekspedycja antarktyczna na cześć dr. Jana Macieja Rembiszewskiego, członka kilku ekspedycji polarnych i kierownika zespołu przebywającego na Polskiej Stacji Antarktycznej im. Henryka Arctowskiego zimą 1979 roku.